# Kineski šaš
Kineski šaš (lat. Miscanthus) je rod trajnica iz porodice trava raširen po raširena po Ruskom dalekom istoku, tropskoj Aziji, pacifiku i dijelovima Afrike. Dio je a dio je podtribusa Saccharinae.

## Vrste
Postoji 15 priznatih vrsta:
1. Miscanthus depauperatus Merr.
2. Miscanthus ecklonii (Nees) Mabb.
3. Miscanthus floridulus (Labill.) Warb. ex K.Schum. & Lauterb.
4. Miscanthus fuscus (Roxb.) Benth.
5. Miscanthus junceus (Stapf) Pilg.
6. Miscanthus × longiberbis (Hack.) Nakai
7. Miscanthus lutarioriparius L.Liu ex S.L.Chen & Renvoize
8. Miscanthus nepalensis (Trin.) Hack.
9. Miscanthus nudipes (Griseb.) Hack.
10. Miscanthus oligostachyus Stapf
11. Miscanthus paniculatus (B.S.Sun) S.L.Chen & Renvoize
12. Miscanthus sacchariflorus (Maxim.) Benth. & Hook.f. ex Franch.
13. Miscanthus sinensis Andersson
14. Miscanthus tinctorius (Steud.) Hack.
15. Miscanthus villosus Y.C.Liu & H.Peng
16. Miscanthus violaceus (K.Schum.) Pilg.